# 万願寺 (日野市)
万願寺（まんがんじ）は、東京都日野市の町名。現行行政地名は万願寺一丁目から万願寺六丁目。

## 地理
日野市の西部に位置する。
東から時計回りで、国立市泉、日野市石田、日野市高幡、日野市南平、日野市上田、日野市宮、日野市日野、日野市石田、に隣接する。

### 河川
- 多摩川 ｰｰｰ 街区東側に存在。
- 浅川 ｰｰｰ 街区南側に存在。
- 根川

### 面積
面積は以下の通りである。
| 丁目         | 面積（km2） |
| ------------ | ----------- |
| 万願寺一丁目 | 0.15        |
| 万願寺二丁目 | 0.17        |
| 万願寺三丁目 | 0.28        |
| 万願寺四丁目 | 0.22        |
| 万願寺五丁目 | 0.09        |
| 万願寺六丁目 | 0.20        |
| 計           | 1.11        |

### 地価
住宅地の地価は、2025年（令和7年）1月1日の公示地価によれば、万願寺6丁目29番3外の地点で23万7000円/m2となっている。

## 世帯数と人口
2025年（令和7年）8月1日現在（日野市発表）の世帯数と人口は以下の通りである。
| 丁目         | 世帯数    | 人口     |
| ------------ | --------- | -------- |
| 万願寺一丁目 | 762世帯   | 1,524人  |
| 万願寺二丁目 | 1,004世帯 | 1,993人  |
| 万願寺三丁目 | 1,318世帯 | 2,809人  |
| 万願寺四丁目 | 919世帯   | 1,619人  |
| 万願寺五丁目 | 434世帯   | 875人    |
| 万願寺六丁目 | 1,112世帯 | 2,334人  |
| 計           | 5,549世帯 | 11,154人 |

### 人口の変遷
国勢調査による人口の推移。
| 年                 | 人口   |
| ------------------ | ------ |
| 2005年（平成17年） | 9,336  |
| 2010年（平成22年） | 10,325 |
| 2015年（平成27年） | 11,442 |
| 2020年（令和2年）  | 11,597 |

### 世帯数の変遷
国勢調査による世帯数の推移。
| 年                 | 世帯数 |
| ------------------ | ------ |
| 2005年（平成17年） | 3,833  |
| 2010年（平成22年） | 4,431  |
| 2015年（平成27年） | 4,857  |
| 2020年（令和2年）  | 5,287  |

## 学区
市立小・中学校に通う場合、学区は以下の通りとなる（2023年10月時点）。
| 丁目         | 番・番地等 | 小学校                 | 中学校                 |
| ------------ | ---------- | ---------------------- | ---------------------- |
| 万願寺一丁目 | 全域       | 日野市立日野第四小学校 | 日野市立日野第一中学校 |
| 万願寺二丁目 | 全域       | 日野市立日野第四小学校 | 日野市立日野第一中学校 |
| 万願寺三丁目 | 1〜44番地  | 日野市立日野第四小学校 | 日野市立日野第一中学校 |
| 万願寺三丁目 | 45〜52番地 | 日野市立日野第一小学校 | 日野市立日野第一中学校 |
| 万願寺四丁目 | 24〜32番地 | 日野市立日野第一小学校 | 日野市立日野第一中学校 |
| 万願寺四丁目 | 1〜23番地  | 日野市立日野第四小学校 | 日野市立日野第一中学校 |
| 万願寺五丁目 | 全域       | 日野市立潤徳小学校     | 日野市立三沢中学校     |
| 万願寺六丁目 | 1〜38番地  | 日野市立潤徳小学校     | 日野市立三沢中学校     |
| 万願寺六丁目 | 39〜48番地 | 日野市立日野第一小学校 | 日野市立日野第一中学校 |

## 交通

### 鉄道
| 隣接する街区の駅                       |
| -------------------------------------- |
| 多摩都市モノレール線 - 万願寺駅(TT 08) |

※駅所在地は、日野市大字新井となる。

### バス
地域内を中央自動車道が通過しており、日野バスストップ（中央道日野）が設置され、一部の高速バスが停車する。
- 京王電鉄バス桜ヶ丘営業所が、周辺の路線バスを担当している。
- 日野市ミニバス

### 道路
- 中央自動車道
- 日野バイパス

## 事業所
2021年（令和3年）現在の経済センサス調査による事業所数と従業員数は以下の通りである。
| 丁目         | 事業所数  | 従業員数 |
| ------------ | --------- | -------- |
| 万願寺一丁目 | 34事業所  | 1,017人  |
| 万願寺二丁目 | 50事業所  | 864人    |
| 万願寺三丁目 | 52事業所  | 340人    |
| 万願寺四丁目 | 48事業所  | 463人    |
| 万願寺五丁目 | 20事業所  | 150人    |
| 万願寺六丁目 | 47事業所  | 638人    |
| 計           | 251事業所 | 3,472人  |

### 事業者数の変遷
経済センサスによる事業所数の推移。
| 年                 | 事業者数 |
| ------------------ | -------- |
| 2016年（平成28年） | 237      |
| 2021年（令和3年）  | 251      |

### 従業員数の変遷
経済センサスによる従業員数の推移。
| 年                 | 従業員数 |
| ------------------ | -------- |
| 2016年（平成28年） | 2,961    |
| 2021年（令和3年）  | 3,472    |

## 施設

### 万願寺二丁目
- 日野下田郵便局[13]。

### 万願寺三丁目
- 日野バスストップ
- 萬福寺

### 万願寺四丁目
- 安養寺
- 万願寺中央公園

### 万願寺六丁目
- 日野税務署

## その他

### 日本郵便
- 郵便番号 : 191-0024[3]（集配局 : 日野郵便局[14]）。